# اچ‌ام‌اس دیومد (اف۱۶)
اچ‌ام‌اس دیومد (اف۱۶) (به انگلیسی: HMS Diomede (F16)) یک کشتی است. این کشتی در سال ۱۹۶۹ ساخته شد.